# Асканійський (заказник)
Асканійський — один з об'єктів природно-заповідного фонду Херсонської області, загальнозоологічний заказник місцевого значення із загальною площею 17 746 га. Створений у 1983 році.
Заказник «Асканійський» розташований на сільськогосподарській землі в Чаплинському районі навколо біосферного заповідника «Асканія-Нова». На території природно-заповідного об'єту переважно охороняються ссавці і птахи, що мігрують із заповідних степів і зоологічного парку через те, що для багатьох видів територія степу є замалою. Для ряду видів не підходить абсолютно заповідний режим, при якому немає зоологічного навантаження на степову рослинність, а деяким тваринам заважає жити високий травостій заповідного степу.

## Галерея

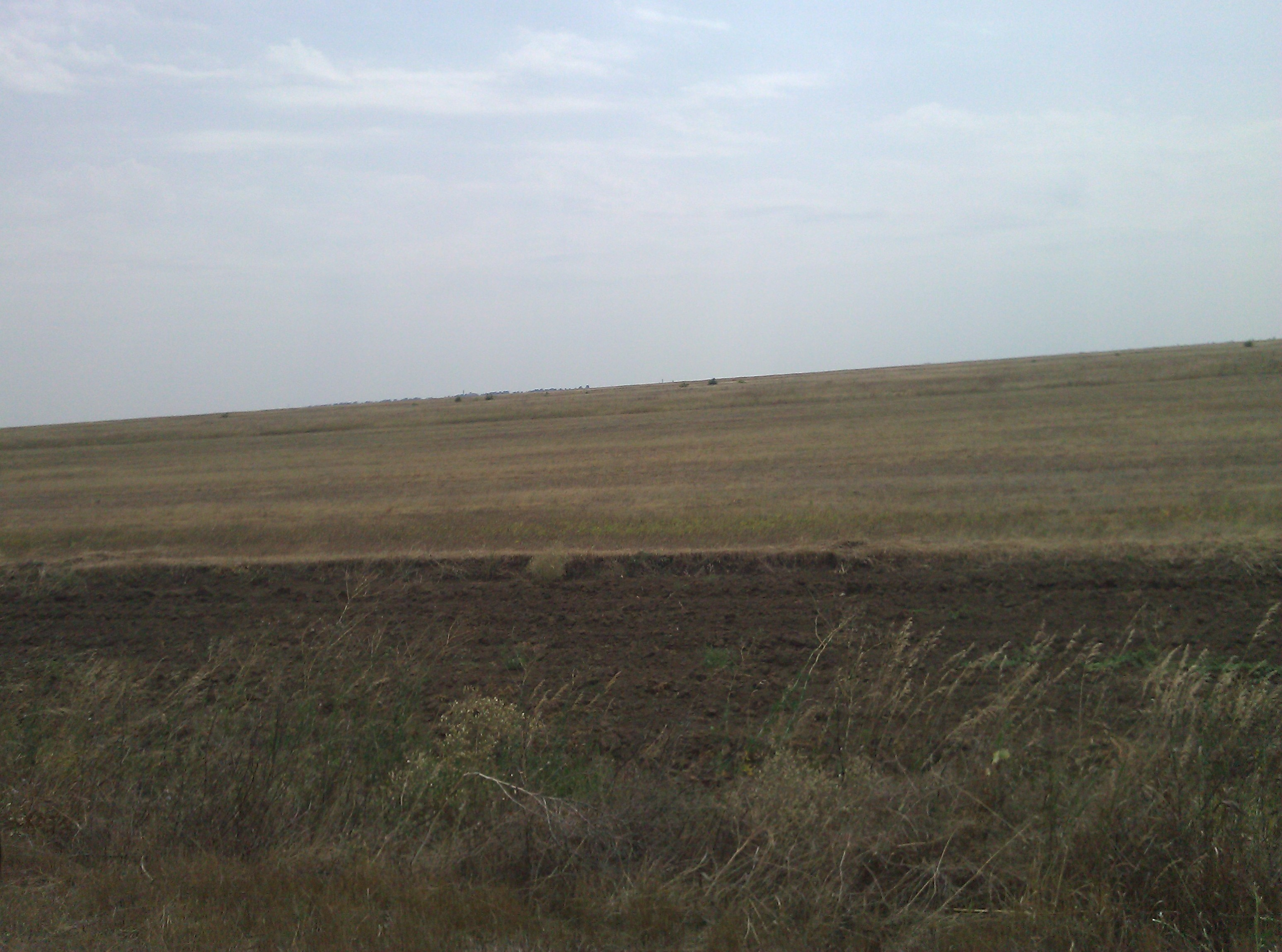
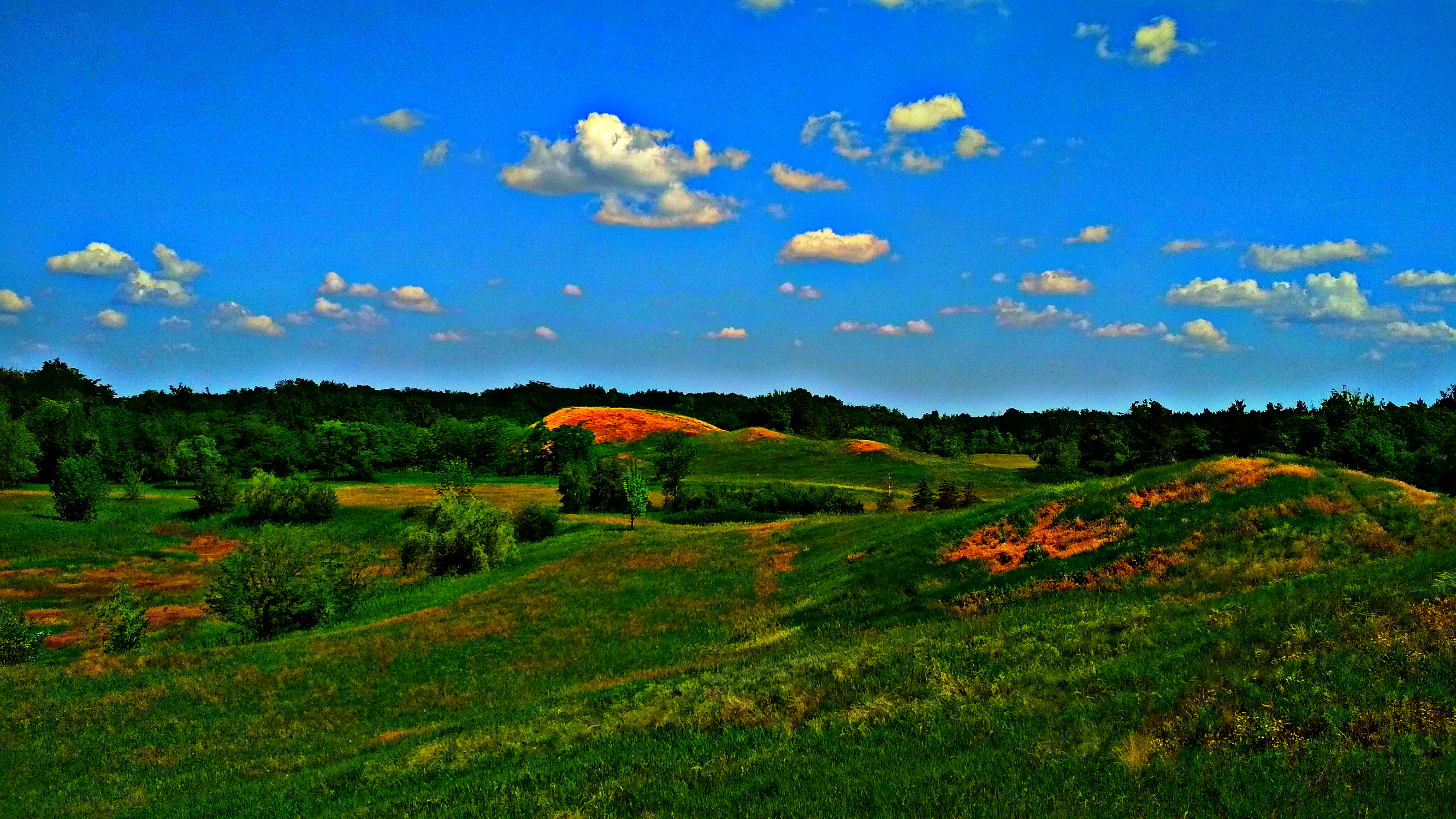
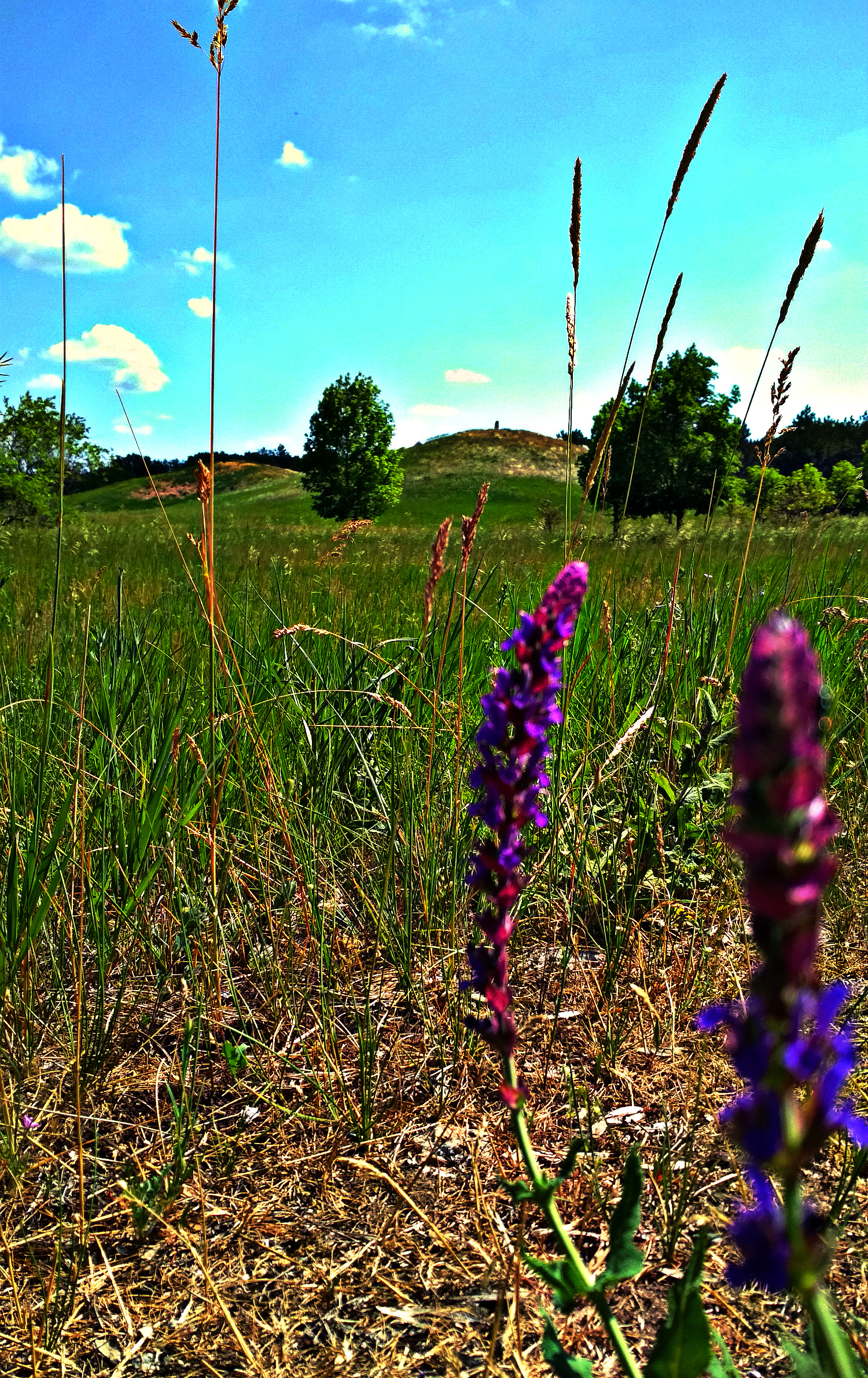